# Enka
Enka (japanisch 演歌) ist ein Musikgenre, das nahezu ausschließlich in Japan produziert wird und populär ist.

## Musik und Texte
Ebenso wie die deutschsprachigen volkstümlichen Schlager auf Elementen aus der traditionellen Volksmusik aufbauen, halten sich japanische Schlager streng an die pentatonische Tonleiter, die auch Grundlage der traditionellen japanischen Volksmusik bildet. Bei Live-Aufführungen tragen Sängerinnen meist einen traditionellen Kimono. Enka werden häufig von einem einzelnen Sänger vorgetragen, eine Reihe von Enka-Titeln sind aber auch Duette.
In Enka-Texten geht es häufig um die Einsamkeit, aber auch die Sehnsucht nach als exotisch empfundenen Orten im eigenen Land ist ein häufiges Motiv. So kommt etwa Kushiro, die abgelegenste und kälteste Großstadt Japans, in vielen Enka als Motiv für Einsamkeit und Exotik vor. Das japanische Sprichwort enka wa sake to namida to onna to otoko (演歌は酒と涙と女と男) bedeutet so viel wie Enka ist Sake, Tränen, Frau und Mann (von Eigo Kawashima gibt es ein gleichnamiges Lied).
Enka sind die Lieblingsmusikstücke der älteren Japaner und werden vorzugsweise in Sunakku (einer Art japanischen Kneipe) als Karaoke gesungen. Bei jüngeren Japanern sind dagegen J-Rock und J-Pop dominanter.
In letzter Zeit kam es aber mehrfach zu Genreüberschreitungen in beiden Richtungen. Einen Beitrag dazu leistete z. B. der Schlagersänger Kiyoshi Hikawa 2003 mit seinem Lied Hakone Hachiri no Hanjirō (箱根八里の半次郎). Dieses Lied ist musikalisch und melodisch eindeutig ein traditioneller Schlager, hat aber einen witzigen und umgangssprachlichen Text. Auch Keisuke Kuwata und seine Band Southern All Stars machen Musik, die viele Elemente des Enka und der Rockmusik vereinen.

## Geschichte
Enka ist ein spezielles Musikgenre, das sich seit den 1920er Jahren in Japan, seinen Kolonien Chōsen und Taiwan aber auch in Südostasien und China großer Beliebtheit erfreut. In Chōsen entwickelte sich daraus abgeleitet der Trot. Die Enka-Klänge hatten in den 1950er und 1960er Jahren ihren Höhepunkt. Ihren Ursprung haben Enka in der Meiji-Zeit um 1880. Als damals die ersten politischen Parteien gegründet wurden, war es ihren Führern nicht erlaubt, offen zu sprechen. So brachten sie ihr politisches Programm in lyrische Form und engagierten Sänger, die diese dann verbreiteten. Der lyrische Stil wurde vom traditionellen Waka-Gedicht übernommen.

## Bekannte Sänger und Sängerinnen
- Jirō Atsumi
- Ayako Fuji
- Miyako Harumi
- Kiyoshi Hikawa
- Takashi Hosokawa
- Sayuri Ishikawa
- Hiroshi Itsuki
- Meiko Kaji
- Saburō Kitajima
- Sachiko Kobayashi
- Kaori Kōzai
- Ken’ichi Mikawa
- Akemi Misawa
- Hibari Misora
- Eiji Miyoshi
- Shin’ichi Mori
- Aiko Moriyama
- Yōko Nagayama
- Mitsuko Nakamura
- Fuyumi Sakamoto
- Eiko Segawa
- Chiyoko Shimakura
- Yoshimi Tendō
- Ichirō Toba
- Jōji Yamamoto
- Ikuzō Yoshi
- Jero
- Michiya Mihashi